# Phothecla photismos
Phothecla photismos is een vlinder uit de familie van de Lycaenidae. De wetenschappelijke naam van de soort werd als Thecla photismos in 1907 gepubliceerd door Hamilton Herbert Druce.

## Synoniemen
- Thecla margarita Draudt, 1920
- Thecla neildei D'Abrera, 1995